# Тихонова, Катерина Владимировна
Катери́на Влади́мировна Ти́хонова (род. 31 августа 1986, Дрезден) — российский общественный деятель, спортивный функционер и управленец. Предположительно, младшая дочь Владимира Путина.
Руководитель Центра национального интеллектуального резерва МГУ им. М. В. Ломоносова, директор Фонда «Национальное интеллектуальное развитие» (НИР), действующих под брендом компании «Иннопрактика» и реализующих совместно с МГУ масштабный инвестиционный проект по созданию в Москве научно-технологической долины на Воробьёвых горах, заместитель проректора МГУ.
Член Совета по развитию физической культуры и массового спорта при правительстве РФ. Кандидат физико-математических наук (2019).
В первом телеинтервью для СМИ, показанном 8 декабря 2018 года в программе «Вести в субботу» на канале «Россия-1», Катерина Тихонова представлена в титрах как руководитель НИР «Иннопрактика», заместитель директора Института математических исследований сложных систем МГУ им. М. В. Ломоносова.
Член сборной России по акробатическому рок-н-роллу и спортивный функционер в национальной и международной конфедерациях по акробатическому рок-н-роллу. Серебряный призёр чемпионата России 2014 года, участница чемпионатов Европы и мира.
В 2022 году, после российского вторжения на Украину, попала под санкции Европейского Союза, Великобритании, Японии, Австралии, Канады, США и ряда других государств.

## Биография
По данным журналистов газеты «Собеседник» Риты Болотской и Инги Земзаре, 31 августа 1986 года в Дрездене в семье офицера КГБ Владимира Путина и его жены Людмилы, находившихся в ГДР в длительной командировке, родилась вторая дочь, которую назвали Катей в честь бабушки по маме, Екатерины Тихоновны Шкребневой.
По утверждению журналиста Олега Кашина в январе 2015 года, подтверждённому анонимными источниками агентства «Рейтер», Катерина Владимировна Тихонова является дочерью президента Российской Федерации В. Путина. Факт со ссылкой на неназванные источники подтвердило также деловое агентство Bloomberg. В протоколе чемпионата мира по акробатическому рок-н-роллу была обнаружена дата рождения Тихоновой — 31 августа 1986 года (общеизвестным до того был только год рождения Катерины).
17 декабря 2015 года президент Путин, отвечая в ходе пресс-конференции на прямой вопрос журналиста о родстве с Катериной Тихоновой, не подтвердил и не опроверг данный факт, — мотивируя тайной частной жизни и соображениями безопасности.
На телеканале «Россия-1», в других статьях, а также в аффилированных источниках инициалы персоны указываются как К. В., а имя как Катерина.
В июне 2017 года в ходе «Прямой линии» и съёмок фильма «Интервью с Путиным» сам Путин сказал, что обе его дочери живут в Москве, и подтвердил, что у него родился ещё один внук.

## Образование
С возвращением Путиных в Ленинград (Санкт-Петербург), Катерина училась в негосударственной гимназии с углублённым изучением немецкого языка Петершуле, затем, после переезда в Москву, — в школе имени доктора Гааза при посольстве Германии в РФ.
С 2003 года училась в Санкт-Петербургском государственном университете (СПбГУ) на Восточном факультете, в 2011 году с отличием окончила магистратуру механико-математического факультета Московского государственного университета.

## Карьера
После окончания МГУ Катерина Тихонова была привлечена к сотрудничеству по инновационно-технологическому развитию Московского университета его ректором, Виктором Садовничим.
С 2013 года и по настоящее время (2025) — руководитель Центра национального интеллектуального резерва МГУ (ЦНИР МГУ), директор Фонда «Национальное интеллектуальное развитие» (НИР), директор компании «Иннопрактика», под брендом которой упомянутые Центр и Фонд осуществляют бизнес-деятельность.
В июне 2014 года в качестве директора ЦНИР МГУ Катерина Тихонова посещала Японию и Республику Корея в составе российской делегации «Спорт — Наука — Молодёжь». Во время поездки были достигнуты договорённости о научно-техническом сотрудничестве МГУ и корейских университетов. Культурная и спортивная часть программы включала популяризацию в Японии и Корее акробатического рок-н-ролла. В рамках данной инициативы в Южной Корее была создана специальная организация, которую возглавил вице-президент корейской Федерации самбо Со Чун Хун.
В 2015 году общие расходы фонда составили 411,5 млн руб против 281,6 млн руб в 2014 году. Основные статьи расходов — «прочие расходы» (почти 143 млн руб.), расходы на «целевые мероприятия» (128 млн руб.), расходы на содержание аппарата управления фонда составили 60 млн руб. Принципы формирования бюджета фонда, складывающегося из поступлений от российских физических лиц, российских коммерческих организаций и собственных доходов от предпринимательской деятельности, не известны. Согласно расследованию Фонда борьбы с коррупцией, в 2015—2016 годах «Иннопрактика» выиграла госконтрактов почти на 452 млн руб (среди клиентов — «Роснефть», «Транснефть», «Росатом»), и общий бюджет фонда уже получил 877 млн руб. за 2016 год. При этом фонд никогда не предоставлял никаких отчётов о том, куда идут полученные деньги и какая работа выполняется за их счёт.
В 2019 году в МГУ был создан Институт перспективных исследований проблем искусственного интеллекта и интеллектуальных систем, директором которого была назначена Тихонова.

## Научная деятельность
Сфера исследования, в которой Катерина Тихонова занимается научной деятельностью, по её словам, «автоматическая (с применением методов математического моделирования) минимизация или компенсация отклонений от нормального функционирования организма человека при воздействии на него неблагоприятных (экстремальных) условий». Её работа лежит в области когнитивной науки и находится «на стыке как минимум пяти дисциплин — математического моделирования, механики, психологии, физиологии, и в принципе касается биохимии».
8 декабря 2018 года, впервые появившись в эфире федерального телеканала, Тихонова в качестве руководителя НИР «Иннопрактика» и заместителя директора Института математических исследований сложных систем МГУ им. М. В. Ломоносова рассказала о работе молодых учёных «Нейроцентра», которые изобрели новую программу, способную запрограммировать подсознание и осуществлять контроль за электрическими сигналами головного мозга.
В мае 2019 года защитила диссертацию на соискание учёной степени кандидата физико-математических наук по теме «Математические задачи коррекции активности вестибулярных механорецепторов» в Московском государственном университете.

## Бизнес-проекты
Центр национального интеллектуального резерва МГУ (ЦНИР МГУ), вместе с фондом «Национальное интеллектуальное развитие» (НИР), зарегистрированным как НКО, работает под брендом «Иннопрактика», и участвует в подготовке функциональной части концепции Технологической долины МГУ, аналога Кремниевой долины. Эти организации совместно с МГУ осуществляют девелоперский проект на Воробьёвых горах стоимостью 1,7 млрд долларов (в эквиваленте января 2015 г.). В ряде источников проект коротко именуется «Сколково-2». В рамках проекта на территории в 240 га в Москве, между проспектом Вернадского и Мичуринским проспектом, к концу 2018 года должна возникнуть научно-технологическая долина МГУ, где помимо учебных корпусов и общежитий предполагается построить 550 тыс. м² жилья. Ориентировочная стоимость проекта в российской валюте — 110 млрд рублей.
В 2015 году агентство «Рейтер» провело расследование, в ходе которого финансовые аналитики оценили стоимость корпоративных холдингов, принадлежащих Катерине Тихоновой и её мужу, в 2 млрд долларов.
Бюджет НИР в 2014 году равнялся 281,6 млн рублей, в 2015—411,6, в 2016—646,64 млн рублей (целевые мероприятия ушло 332 млн рублей, содержание аппарата управления обошлось в 85 млн рублей). В 2016 году выручка и чистая прибыль «Иннопрактики» составляли 182,4 и 31.5 млн руб, в 2017—264 и 113,9. В его попечительский совет входят руководители «Роснефти», «Транснефти», «Росатома», РФПИ, «Ростеха», «Сибура», «Газпромбанка». В 2016 году фонд заключил контрактов на сумму в 241 млн рублей, к маю 2017 года имелись два контракта суммой 142,6 млн рублей. Основные заказчиками выступали «Роснефть», «Транснефть» и «Росатом». С 2013 по 2019 год НИР израсходовал 3,7 млрд руб.
В январе 2022 года данные об учредителях фонда «Иннопрактика», фонда им. Ахмата Кадырова, «Фонда Сергея Ролдугина» и связанного с ним фонда «Талант и успех», а также телеканала RT были удалены из Единого госреестра юрлиц. Согласно приказу Федеральной налоговой службы от 31 августа 2020 года при регистрации в налоговой некоторых видов юридических лиц, включая НКО и фонды, сведения об их учредителях теперь можно не предоставлять.
В июле 2022 года стала сопредседателем созданного для обобщения успешных практик замещения импортного оборудования, создания цифровых сервисов для поддержки импортозамещения и формирования законодательных инициатив координационного совета по импортозамещению при Российском союзе промышленников и предпринимателей.
В ноябре 2023 года фонд «Иннопрактика» купил 10% доли в крупнейшем производителе БПЛА в России — «Геоскане».

## Спорт
Катерина Тихонова известна как спортсменка, участница чемпионатов России, Европы и мира по акробатическому рок-н-роллу (в паре с Иваном Климовым). На чемпионате России 2014 года в Москве была серебряным призёром, пара представляла спортивную школу № 29 «Хамовники». Её партнёр Иван Климов также был указан членом правления фонда «Национальное интеллектуальное развитие».
Тихонова известна и как спортивный функционер, председатель международного комитета всероссийской конфедерации по этому виду спорта (РосФАРР), одна из вице-президентов Всемирной конфедерации рок-н-ролла (WRCC).
В декабре 2016 года Тихонова в паре с Дмитрием Алексеевым выиграла Кубок России по акробатическому рок-н-роллу.

## Личная жизнь
По данным агентства Bloomberg, Катерина Тихонова была замужем за Кириллом Николаевичем Шамаловым (род. 1982) — заместителем председателя правления компании «Сибур» по взаимодействию с органами власти, владельцем 21,3-процентного пакета акций «Сибура», сыном Николая Терентьевича Шамалова (товарища Владимира Путина по кооперативу «Озеро»). По сведениям «Рейтер», свадьба Тихоновой и Шамалова состоялась в феврале 2013 года на горнолыжном курорте «Игора» близ Санкт-Петербурга. По данным Bloomberg, Тихонова рассталась с Шамаловым в январе 2018 года.
По данным расследования «Важных историй» и Der Spiegel, в 2017 году Тихонова родила дочь от артиста балета Игоря Зеленского (род. 1969), который в 2016—2022 годах работал интендантом и художественным руководителем Баварского государственного балета.
По данным другого расследования «Важных историй» и Der Spiegel, в 2016—2021 годах Тихонову в частных поездках по России и за границу сопровождали до 10 офицеров Службы безопасности президента, что не предусмотрено законом.